# Українсько-тайванські відносини

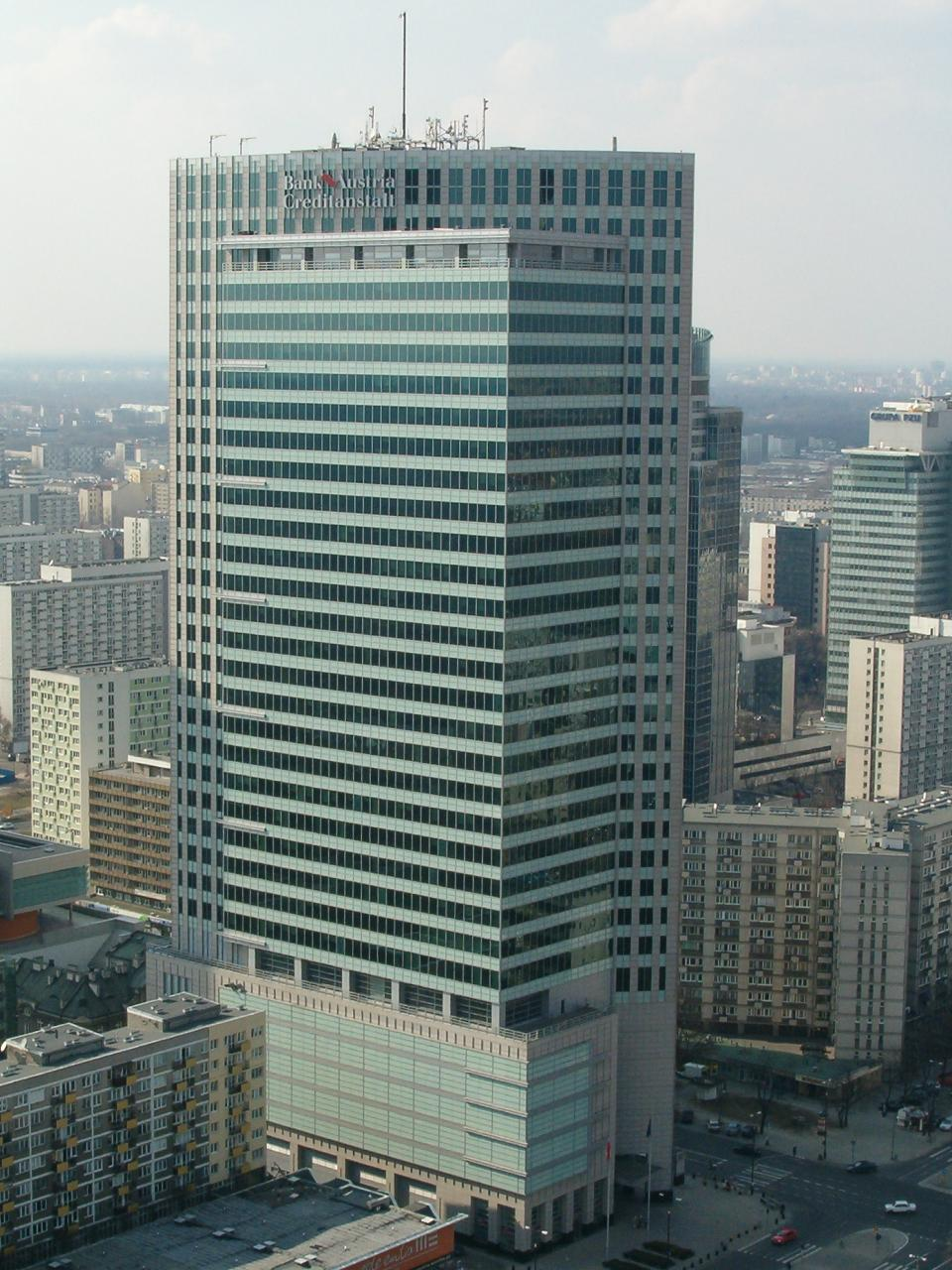
Представницький офіс Тайбею в Польщі (Варшава)

Українсько-тайванські відносини носять обмежений характер. Оскільки в 1992 Україна в рамках політики одного Китаю встановила дипломатичні стосунки з Китайською Народною Республікою, це виключає визнання Республіки Китай.
Крім цього, в Україні відсутній представницький офіс Тайваню, тому консульські питання вирішувало представництво в Москві. 26 лютого 2022 через російське вторгнення в Україну його повноваження передали представництву в Варшаві.

## Історія відносин

### Холодна війна
Після того, як поразка Гоміндану від Комуністичної партії Китаю в громадянській війні стала фактом, наприкінці 1949 року уряд Республіки Китай відступив з материка на Тайвань. З початком холодної війни законне представництво Китаю в Організації Об'єднаних Націй стало одним зі спірних моментів між її державами-членами.
29 листопада 1966 року Генеральна Асамблея ООН зібралася на двадцять першу сесію, щоб обговорити питання представництва Китаю. Спершу виступив постійний представник Української РСР Сергій Шевченко. Він виступив за те, щоб Китайська Республіка негайно звільнила місце в ООН та поступилася ним Китайській Народній Республіці, стверджуючи, що ця справа не входить до сфери важливих питань, охоплених статтею 18 Статуту Організації Об'єднаних Націй.
Після сесії Генеральна Асамблея прийняла резолюцію 1668, проголосивши, що будь-яка пропозиція щодо зміни представництва Китаю в Організації Об'єднаних Націй потребує більшості у дві третини голосів.
Наприкінці 1960-х і на початку 1970-х років дипломатичні відносини Тайваню різко погіршилися. 26 серпня 1971 року, коли Тайвань був на межі виключення з Організації Об'єднаних Націй, посол Тайваню в Гондурасі звернувся через міністра закордонних справ Гондурасу з проханням запропонувати подвійне представництво як альтернативу представництву Китаю в Організації Об'єднаних Націй, посилаючись на Радянський Союз, Радянську Білорусь і Радянську Україну як прецеденти. Однак у резолюції 2758 Генеральної Асамблеї ООН радянські українські представники разом із більшістю членів ООН проголосували за висилку представників Тайваню.

### Спроба встановити контакти

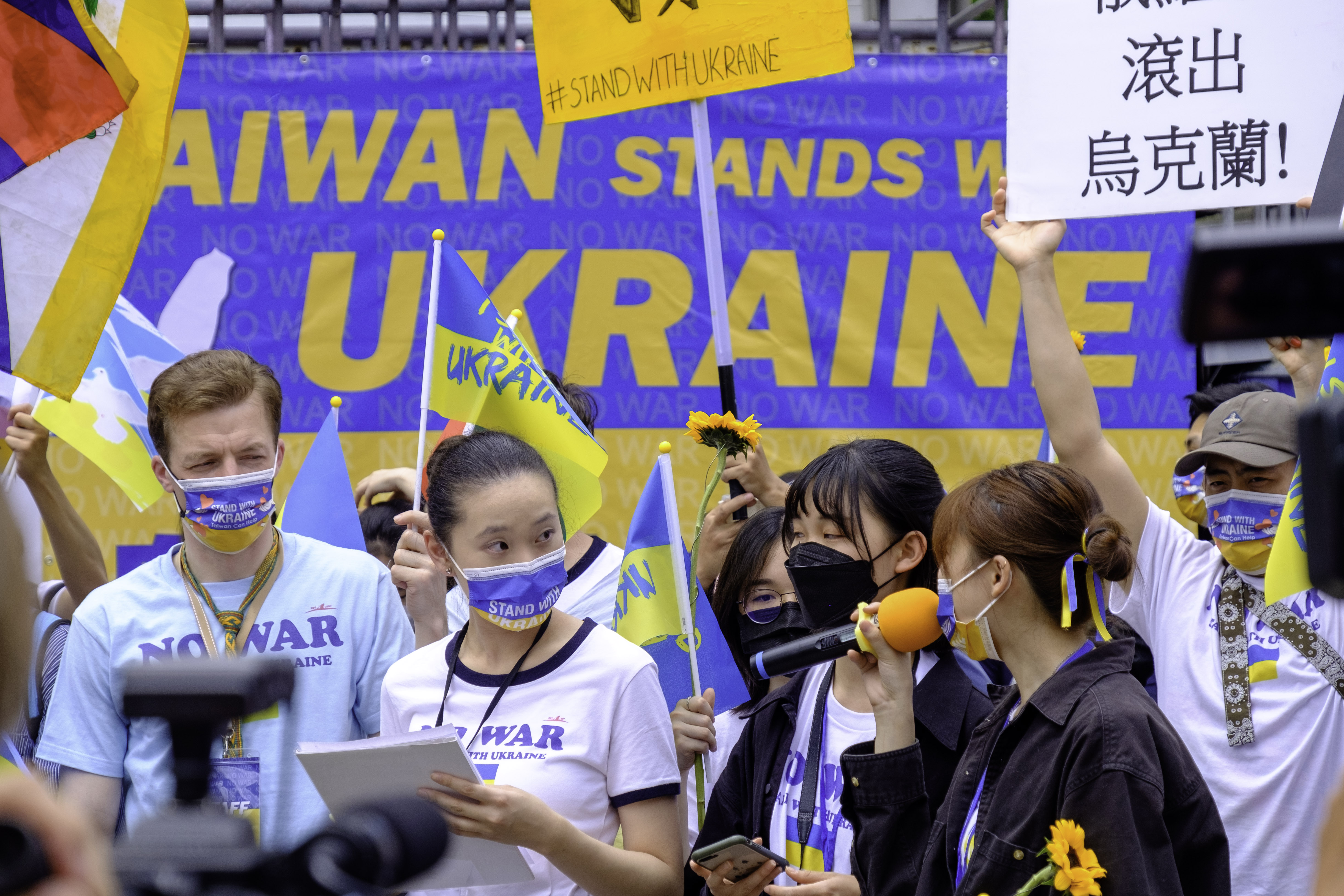
Демонстрація солідарності з Україною в Тайбеї, 13 березня 2022 року

1992 року налагодити офіційні стосунки між країнами не вдалось.
18 квітня 2003 року на засіданні Верховної Ради України було створено депутатське об'єднання "Україна-Тайвань", метою якого було сприяння налагодженню та розвитку міжпарламентського співробітництва, торгівельно-економічних, науково-технічних і культурних зв’язків між Україною і Тайванем. У тому ж році острівну державу вперше відвідали деякі члени цього об'єднання.

### Російсько-українська війна

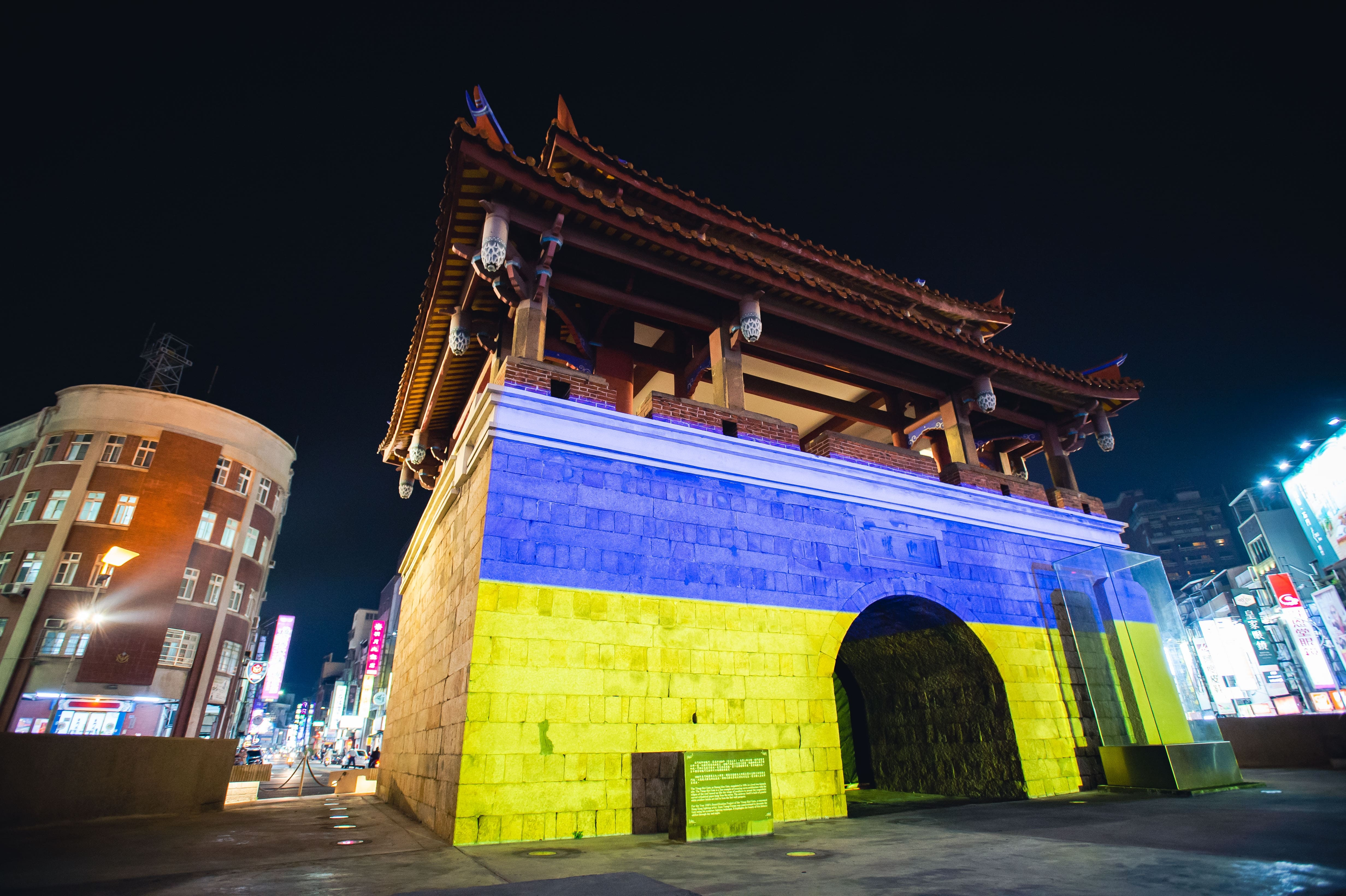
Міські ворота Сіньчжу у кольорах прапора України, березень 2022

Після вторгнення Росії в Україну 24 лютого уряд Тайваню приєднався до світових країн у засудженні Москви та запровадженні економічних санкцій щодо неї. Уряд також залучив для України майже 33 мільйони доларів США від тайванців через окремий фонд.
22 квітня 2022 року міністр закордонних справ Джозеф Ву провів зустріч через відеоконференції з мером Києва. Під час зустрічі Ву оголосив, що 3 мільйони доларів будуть надані на допомогу в реконструкції міста після вторгнення РФ, тоді як решта 5 мільйонів доларів надійдуть до шести медичних установ України. Востаннє країни співпрацювали на такому рівні у 1957.
Напередодні, 15 березня МЗС Тайваню оголосило про допомогу розміром 11,5 млн доларів для українських біженців.
25 серпня 2022 року Тайвань передав Україні 800 дронів-бомбардувальників близького радіусу дії Revolver 860.
26 жовтня 2022 року на Тайвань прибула українська делегація. По відеозв'язку на заході виступила народний депутат Юлія Клименко, а особисту участь взяла народний депутат Кіра Рудик. У результаті очільник МЗС Тайваню Джозеф Ву пообіцяв надати додаткову допомогу Україні.
4 листопада 2022 року 25-річний тайванський доброволець Джонатан Ценг, який служив у складі 49-го окремого стрілецького батальйону "Карпатська Січ", загинув на Луганщині.